# 船岡駅 (京都府)
船岡駅（ふなおかえき）は、京都府南丹市園部町船岡諏訪にある、西日本旅客鉄道（JR西日本）山陰本線の駅である。

## 歴史
- 1953年（昭和28年）10月10日：国鉄山陰本線園部駅 - 殿田駅（現・日吉駅）間に新設[2]。旅客営業のみ[2]。
- 1987年（昭和62年）4月1日：国鉄分割民営化に伴い、西日本旅客鉄道（JR西日本）の駅となる[2]。
- 1991年（平成3年）4月1日：舞鶴鉄道部発足に伴い、その管轄となる。
- 2006年（平成18年）7月1日：舞鶴鉄道部廃止に伴い福知山支社直轄に戻され、西舞鶴駅管理下となる。
- 2021年（令和3年）3月13日：ICカード「ICOCA」の利用が可能となる[3]。
- （時期不明）：管理駅が西舞鶴駅から綾部駅へ移転したこと伴い、綾部駅管理下となる。
- 2022年（令和4年）
  - 6月1日：管理駅を福知山駅に変更。
  - 10月1日：組織改正に伴い、近畿統括本部福知山管理の管轄となる。

## 駅構造
築堤上に島式ホーム1面2線を有する、列車交換可能な高架駅。
福知山駅管理の無人駅。駅舎は無く、直接ホームに入る形となっている。自動券売機は設置されていない。2021年3月13日からICOCA等の全国相互利用サービスに対応した交通系ICカードが利用可能となっている。また、当駅を初めこれより下り方電化区間において、普通列車しか停車しない駅の大半では4両分のみホーム嵩上げが行われている。1991年4月1日のワンマン運転開始以降、ホームには後方確認用ジャンボミラーも備わっている。

### のりば
| のりば | 路線     | 方向 | 行先             |
| ------ | -------- | ---- | ---------------- |
| 1・2   | 山陰本線 | 上り | 園部・京都方面   |
| 1・2   | 山陰本線 | 下り | 綾部・福知山方面 |

- 2番のりばを上下本線、1番のりばを上下副本線とした一線スルーであるため、上下線とも原則として2番のりばを使用する。1番のりばは基本的に行違い待ちを行う場合に使用される。
- 行き違いの場合、通過列車との行き違い時は上下線問わず停車列車の方が、停車列車同士の行き違い時は上り列車の方が1番のりばに入る。

## 利用状況
1日平均乗車人員は以下の通り。
1日平均乗降人員は以下の通り。
| 年度   | 1日平均 乗車人員 | 1日平均 乗降人員 |
| ------ | ---------------- | ---------------- |
| 1999年 | 68               |                  |
| 2000年 | 55               |                  |
| 2001年 | 55               |                  |
| 2002年 | 55               |                  |
| 2003年 | 58               |                  |
| 2004年 | 58               |                  |
| 2005年 | 60               |                  |
| 2006年 | 60               |                  |
| 2007年 | 66               |                  |
| 2008年 | 60               |                  |
| 2009年 | 60               |                  |
| 2010年 | 56               |                  |
| 2011年 | 52               | 105              |
| 2012年 | 58               | 116              |
| 2013年 | 55               | 107              |
| 2014年 | 47               | 92               |
| 2015年 | 38               | 76               |
| 2016年 | 41               | 80               |
| 2017年 |                  | 77               |
| 2018年 |                  | 82               |
| 2019年 |                  | 98               |
| 2020年 |                  | 86               |
| 2021年 |                  | 90               |
| 2022年 |                  | 82               |
| 2023年 |                  | 82               |

## 駅周辺
- 船岡簡易郵便局
- 南丹市立川辺小学校
- 京都府道25号亀岡園部線

## 隣の駅
西日本旅客鉄道（JR西日本）
 山陰本線
園部駅（JR-E16） - 船岡駅 - 日吉駅